# 중앙대학교 사범대학 부속고등학교
중앙대학교 사범대학 부속고등학교(中央大學校師範大學附屬高等學校)는 대한민국 서울특별시 강남구 도곡동에 위치한 사립 인문계 고등학교이다.

## 학교 연혁
- 1934년 4월 15일 : 조선 직업 강습 학원 설립(경성부 연건동 195번지)
- 1936년 6월 27일 : 경기도 시흥군 장면 흑석리 234번지로 교사 신축 이전
- 1947년 4월 1일 : 제1대 임영신 이사장 취임
- 1949년 6월 16일 : 경성 상공중학교 제1회 졸업식 거행
- 1961년 11월 20일 : 낙양공업고등학교를 낙양상업고등학교로 교명 변경
- 1965년 2월 24일 : 학교법인 삼양학원 및 학교법인 창문학원이 학교법인 중앙문화학원으로 합병됨
- 1965년 2월 24일 : 영신여자고등학교가 중앙대학교 사범대학 부속여자고등학교로 교명 변경
- 1965년 2월 24일 : 서울 명수대 상업고등학교가 중앙대학교 사범대학 부속고등학교로 교명 변경
- 1991년 1월 18일 : 학교법인 중앙문화학원이 학교법인 중앙대학교로 변경
- 1997년 3월 1일 : 중앙대학교 사범대학 부속고등학교와 중앙대학교 사범대학 부속여자고등학교를 중앙대학교 사범대학 부속고등학교로 통합(강남구 도곡2동 108번지 신축 교사로 이전)
- 2016년 2월 5일 : 제11대 박용현 이사장 취임
- 2023년 1월 4일 : 제75회 졸업식 거행
- 2023년 3월 1일 : 제21대 정문석 교장 취임

## 참고 자료
- 중앙대학교 사범대학 부속고등학교 - 한국교육학술정보원 학교알리미